# Comté de Payette
Le comté de Payette est un comté des États-Unis situé dans l’État de l'Idaho. En 2000, la population était de 20 578 habitants. Son siège est Payette. Le comté a été créé en 1917 et nommé d'après la rivière Payette qui parcourt le comté, qui elle-même doit son nom à François Payette, un trappeur franco-canadien.

## Géolocalisation
|                            | Comté de Washington |              |
| Comté de Malheur, (Oregon) | Comté de            | Comté de Gem |
|                            | Comté de Canyon     |              |

## Démographie
| 1920  | 1930  | 1940  | 1950   | 1960   | 1970   |
| ----- | ----- | ----- | ------ | ------ | ------ |
| 7 021 | 7 318 | 9 511 | 11 921 | 12 363 | 12 401 |

| 1980   | 1990   | 2000   | 2010   | - | - |
| ------ | ------ | ------ | ------ | - | - |
| 15 722 | 16 434 | 20 578 | 22 623 | - | - |

## Principales villes
- Fruitland
- New Plymouth
- Payette